# Lực thứ năm
Trong vật lý, có bốn lực cơ bản hoặc tương tác quan sát được tạo thành nền tảng của tất cả các tương tác đã biết trong tự nhiên: lực hấp dẫn, lực điện từ, lực hạt nhân mạnh và lực hạt nhân yếu. Một số lý thuyết mang tính tưởng tượng đã đề xuất một lực thứ năm để giải thích các quan sát dị thường khác nhau không phù hợp với các lý thuyết hiện có. Các đặc điểm của lực lượng thứ năm này phụ thuộc vào lý thuyết đang được nâng cao. Nhiều người định nghĩa một lực gần bằng sức mạnh của trọng lực (tức là nó yếu hơn nhiều so với lực điện từ hoặc lực hạt nhân) với phạm vi từ bất kỳ nơi nào từ dưới một milimet đến quy mô vũ trụ. Một đề xuất khác là một lực yếu mới được trung gian bởi các boson W′ và Z'.
Việc tìm kiếm một loại lực thứ năm đã tăng lên trong những thập kỷ gần đây do hai khám phá trong vũ trụ học không được giải thích bởi các lý thuyết hiện tại. Người ta đã phát hiện ra rằng phần lớn khối lượng của vũ trụ được chiếm bởi một dạng vật chất không xác định gọi là vật chất tối. Hầu hết các nhà vật lý tin rằng vật chất tối bao gồm các hạt hạ nguyên tử mới, chưa được phát hiện, nhưng một số người tin rằng nó có thể liên quan đến một lực cơ bản chưa biết. Thứ hai, gần đây người ta cũng phát hiện ra rằng sự giãn nở của vũ trụ đang tăng tốc, được cho là do một dạng năng lượng gọi là năng lượng tối. Một số nhà vật lý suy đoán rằng một dạng năng lượng tối gọi là quintessence có thể là loại lực thứ năm.